# Bahnhof Mitake (Gifu)
Der Bahnhof Mitake (jap. 御嵩駅 Mitake-eki) ist ein Bahnhof auf der japanischen Insel Honshū. Er wird von der Bahngesellschaft Meitetsu (Nagoya Tetsudō) betrieben und befindet sich in der Präfektur Gifu auf dem Gebiet der Stadt Mitake.

## Beschreibung

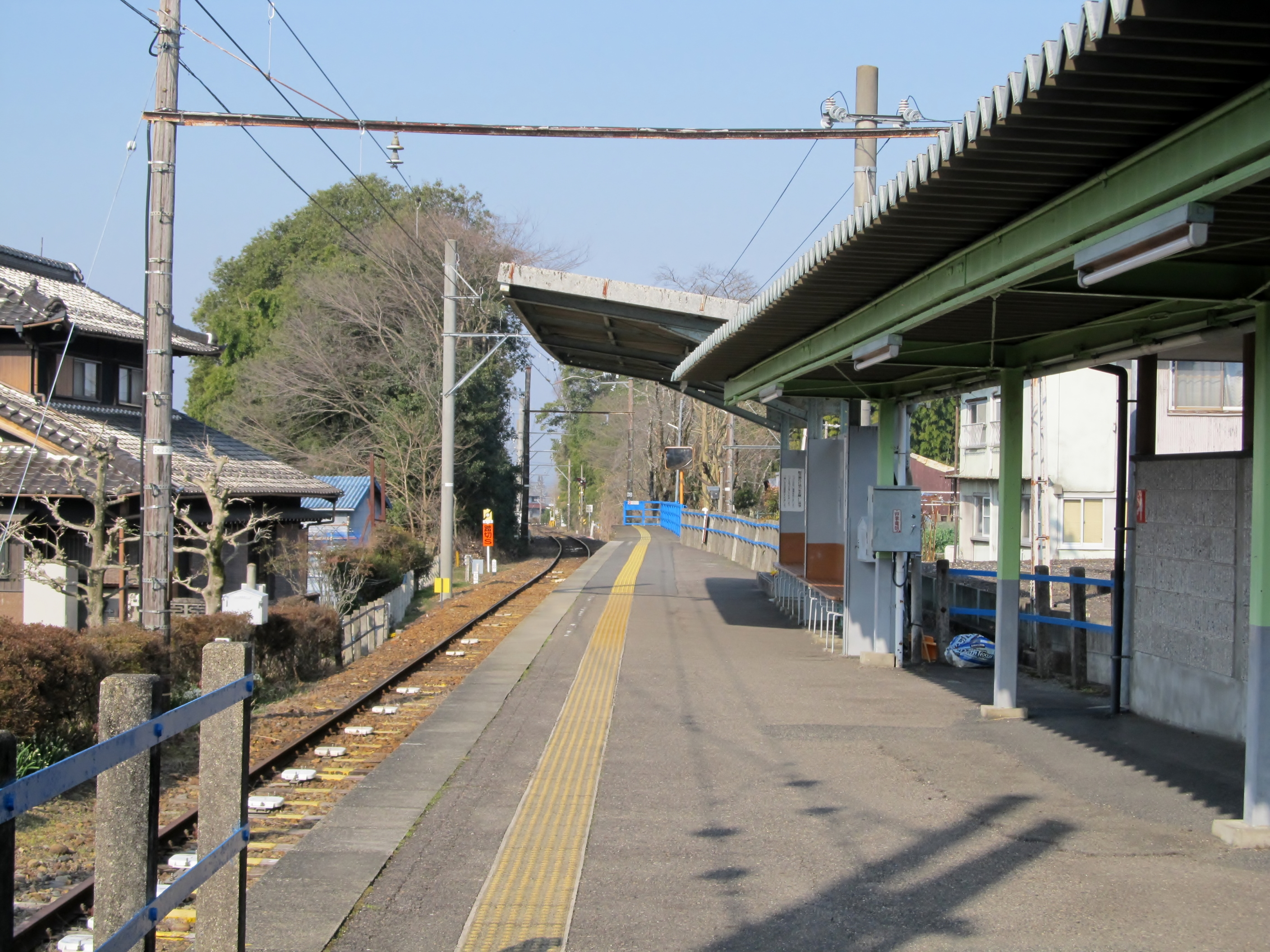
Bahnsteig

Mitake ist die östliche Endstation der Meitetsu Hiromi-Linie der Bahngesellschaft Meitetsu. Nahverkehrszüge mit Halt an allen Zwischenbahnhöfen verkehren im Halbstundentakt nach Shin-Kani; dort muss in fast allen Fällen umgestiegen werden. Drei Buslinien lokaler Anbieter bedienen die Bushaltestelle auf dem Bahnhofsvorplatz an der Südseite.
Der Bahnhof steht nördlich des Flusses Kani im zentralen Stadtteil Naka. Die ebenerdige Anlage ist von Westen nach Osten ausgerichtet. Sie umfasst ein stumpf endendes Gleis an einem teilweise überdachten Seitenbahnsteig an der Nordseite, der einen Zug mit vier Wagen aufnehmen kann. Der Bahnsteig wiederum ist mit dem im Osten gelegenen Empfangsgebäude verbunden. Das eingeschossige Bauwerk besteht aus Holz und besitzt ein markantes Satteldach.
Im Fiskaljahr 2019 nutzten durchschnittlich 1281 Fahrgäste täglich den Bahnhof.

## Geschichte
Nach der Eröffnung der Bahnstrecke durch die Bahngesellschaft Tōnō Tetsudō im Jahr 1920 befand sich die Endstation zunächst etwa 600 Meter weiter westlich beim heutigen Bahnhof Mitakeguchi, der damals noch den Namen Mitake trug und etwas abseits des Stadtzentrums lag. 1943 ging die Strecke in den Besitz der Meitetsu über. Diese verlängerte sie am 1. April 1952 zum neuen, näher beim Stadtzentrum gelegenen Bahnhof Mitake. Der Güterverkehr (bei dem vor allem die Verladung von Braunkohle von Bedeutung war) nutzte weiterhin den alten Standort, bis zu dessen Einstellung im Jahr 1963.